# Biografisch Portaal

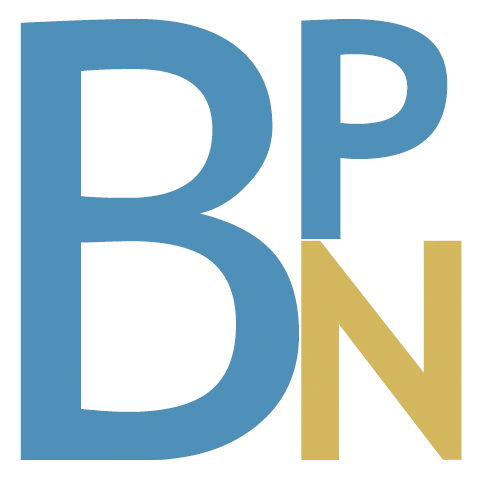
Logo

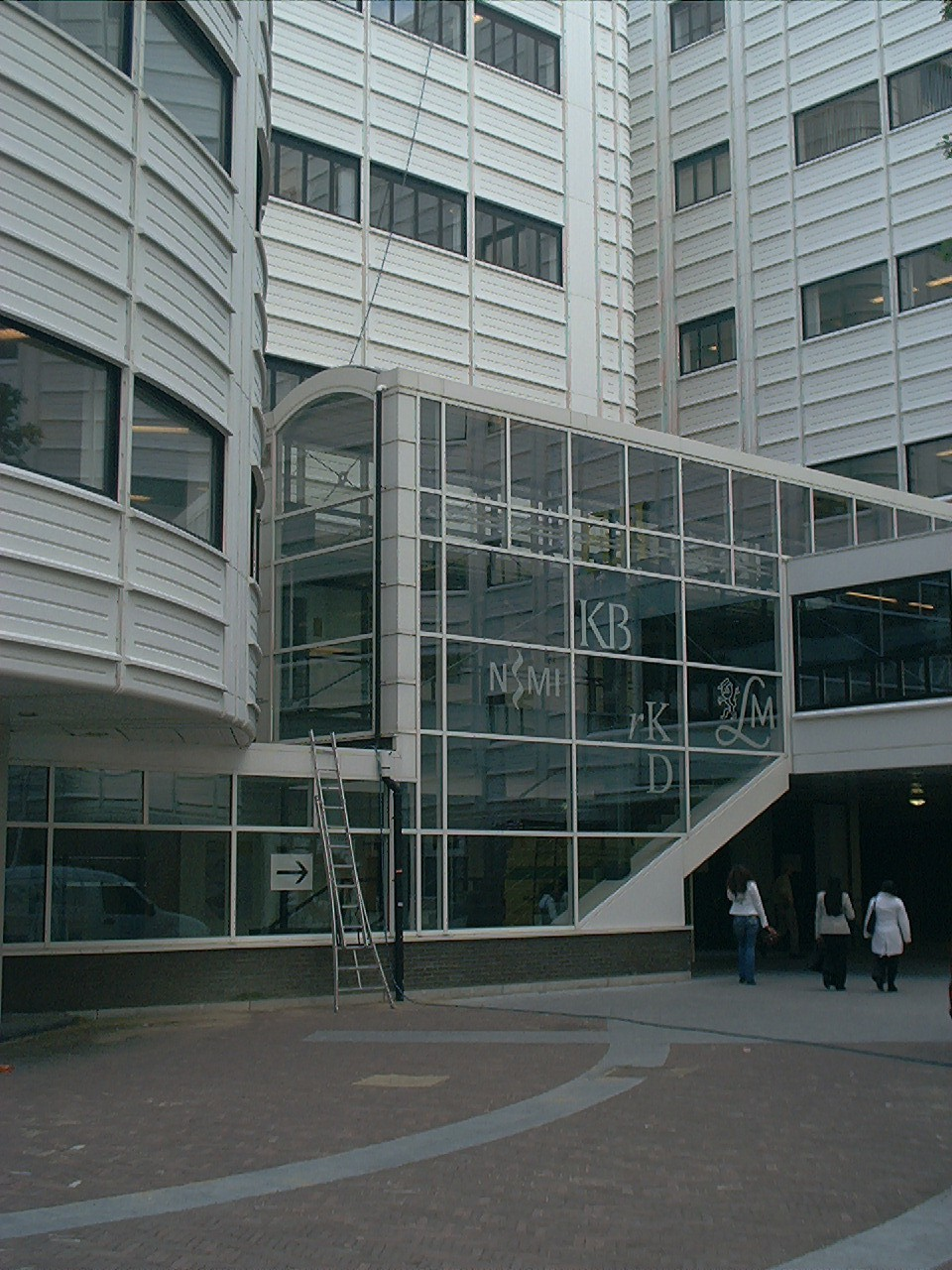
A Instituto Huygens está localizado no mesmo edifício que o RKD, o arquivo Nacional, o Museu Holandês Letterkundig(LM), o Instituto da Holanda de Música (NMI) e a Koninklijke Bibliotheek.

O Biografisch Portaal (Portal de Biografias) é uma iniciativa baseada no Huygens Instituto de História holandesa de Haia, com o objetivo de tornar , mais acessível os textos biográficos dos países baixos.
O projeto foi iniciado em fevereiro de 2010, com material para digitalizar 40 000 biografias, com o objetivo de conceder acesso digital a todas as informações confiáveis sobre pessoas (falecidas) dos países baixos desde os primeiros primórdios da história até os tempos modernos.
A Holanda é uma região geográfica onde termo inclui as antigas colónias, e o termo "povo" se refere a pessoas que nasceram na Holanda e suas ex-colônias, e também para as pessoas nascidas em outros lugares, mas ativo na Holanda e suas ex-colônias. Desde 2011 apenas informações biográficas sobre pessoas falecidas está incluída. O sistema utilizado é baseado nas normas da Iniciativa de Codificação de Texto. O acesso à Biografisch Portaal está disponível gratuitamente por meio de uma interface baseada na web.
O projeto é uma empresa cooperativa por dez científicos e organismos culturais na Holanda, com o Instituto Huygens como contato principal. Os outros órgãos são:
- O Biografie Instituut
- A Centraal Bureau voor Genealogie (CBG)
- A Biblioteca Digital para o holandês Literatura (DBNL)
- O Arquivamento de dados e Serviços de Rede (DANS)
- O Instituto Internacional de História Social (IISG)
- O Onderzoekscentrum voor Geschiedenis Cultuur en (OGC),
- O Parlementair Documentatie Centrum (PDC)
- O Instituto holandês para a História da Arte (RKD)

Além de projetos digitais contínuos, e dicionários biográficos holandeses originalmente publicados em forma de livro, que foram digitalizados e incluídos nos índices de Biografisch Portaal são:
- O trabalho de Abraham van der Aa, que foi o primeiro dicionário biográfico holandês
- O BWN, ou Biografisch Woordenboek van Nederland
- O NNBW, ou Nieuw Nederlandsch Biografisch Woordenboek
- O trabalho de Johan Engelbert Elias em Amesterdão regency conhecido como Vroedschap van Amsterdam
- O trabalho de Barend Glasius conhecido como Godgeleerd Nederland
- O trabalho de Roeland van Eynden e Adriaan van der Willigen, conhecido como Geschiedenis der vaderlandsche schilderkunst
- A obra de Jan van Gool conhecido como Nieuwe Schouburg
- O trabalho de Jacob Campo Weyerman conhecida como A Vida dos pintores holandeses e paintresses[3]
- O BLNP, ou Biografisch léxico voor de geschiedenis van het Nederlands protestantisme

A partir de novembro de 2012, o Biografisch Portaal continh 80 206 pessoas em 125 592 biografias. Em fevereiro de 2012, um novo projeto foi iniciado chamado "BiographyNed" para construir uma ferramenta analítica para uso com o Biografisch Portaal que vai ligar biografias de eventos no tempo e no espaço. O objetivo principal do projeto de três anos para formular "as fronteiras dos países baixos".